# Annie Kenney
Annie Kenney (Springhead, 13 settembre 1879 – Letchworth Garden City, 9 luglio 1953) è stata un'attivista inglese, suffragetta, appartenente al proletariato.
Nel corso di una manifestazione liberale al Free Trade Hall di Manchester, nel mese di ottobre del 1905, Annie Kenney e Christabel Pankhurst  interruppero una riunione politica per chiedere a Winston Churchill e a sir Edward Grey se pensavano che le donne avrebbero dovuto avere il diritto di voto. In quell'occasione le due donne contestarono rumorosamente e fischiarono il futuro primo ministro inglese.

## Biografia

### Gli anni della gioventù
Annie Kenney, figlia di Anne Wood e di Horatio Nelson Kenney, nacque nel villaggio di Springhead, presso Saddleworth, nello Yorkshire, il 13 settembre 1879. La madre di Annie ebbe undici figli e lavorò con il marito nelle industrie tessili di Oldham . Quando Annie raggiunse l'età di dieci anni iniziò a lavorare in un cotonificio locale, e in quegli anni subì l'amputazione di un dito, strappatole dalla bobina in movimento di un telaio.
In tenera età, malgrado le difficoltà dovute alle necessità della famiglia, scoprì interesse per la letteratura, studiò i grandi pensatori e rimase particolarmente colpita da scrittori come 
Robert Blatchford (autore di Merrie England) ed Edward Carpenter (autore di England's Ideal). La lettura di un articolo su The Clarion, diario radicale di Blatchford, la ispirò ed aderì alla sezione locale dell'Independent Labour Party.

### Inizio dell'attività politica

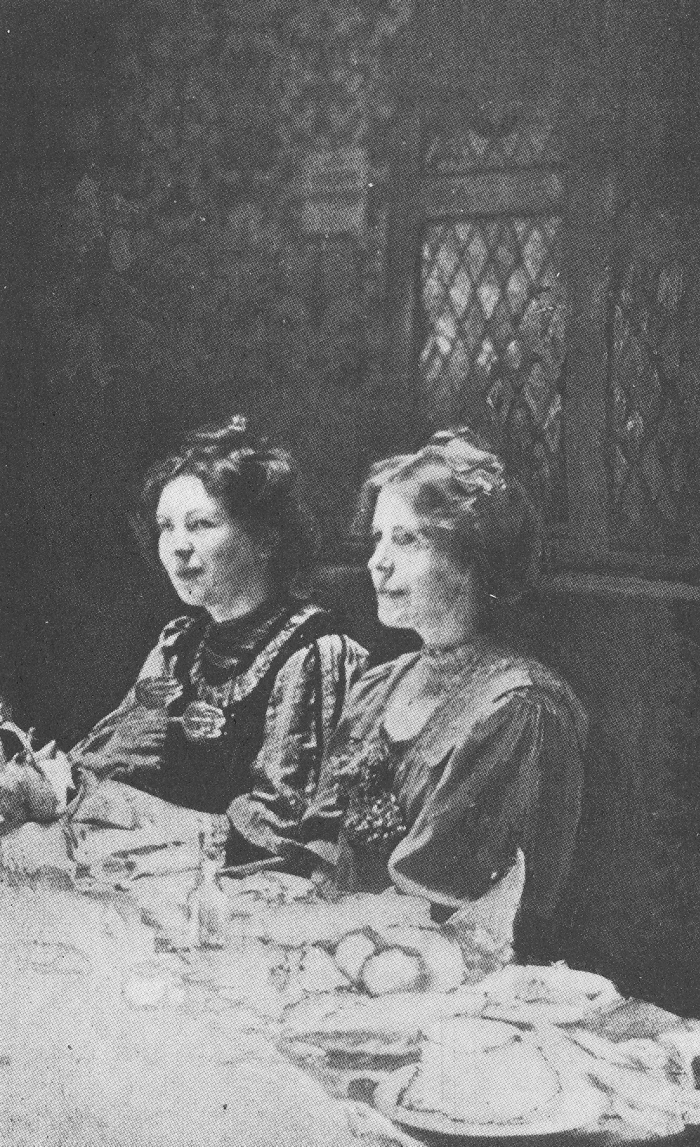
Christabel Pankhurst (a sinistra) e Annie Kenney, nel 1911 circa.

Ad una riunione dell'Independent Labour Party, nel 1905, sentì parlare  Christabel Pankhurst sul tema dei diritti delle donne. Rimase molto colpita dal discorso e le due donne divennero presto buone amiche. Annie decise così di aderire alla nuova formazione della Pankhurst, la Women's Social and Political Union (WSPU).
La WSPU veniva spesso accusata di essere una organizzazione che si interessava solo delle classi sociali più elevate, e c'erano poche donne come Annie Kenney iscritte, appartenenti cioè alla classe operaia. Quando la WSPU decise di aprire una succursale nella East End di Londra, le fu chiesto di lasciare la fabbrica e di lavorare a tempo pieno per l'organizzazione. Annie fece iscrivere Sylvia Pankhurst, a Londra, ed entrambe iniziarono a convincere le donne della classe operaia ad aderire alla WSPU.
Il 13 ottobre 1905, Annie Kenney e Christabel Pankhurst parteciparono ad un incontro, a Londra, per ascoltare Sir Edward Grey, un ministro del governo britannico. In quella occasione era presente anche Winston Churchill, allora quasi trentunenne. Il discorso di Grey venne disturbato da uno striscione e ripetutamente interrotto dalla grida delle due donne, che ripetevano:Sarà il governo liberale dare il voto alle donne?, senza ottenere risposta. Al rifiuto delle due donne di smettere di urlare venne chiamata la polizia per allontanarle dalla riunione. La Pankhurst e la Kenney  rifiutarono di allontanarsi, un poliziotto sostenne che le due donne lo avevano aggredito con calci e sputi e quindi vennero arrestate con l'accusa di aggressione. La Kenney rimase 3 giorni in prigione.

### La lotta politica ed il carcere
Emmeline Pankhurst scrisse più tardi, nella sua autobiografia: questo è stato l'inizio di una campagna senza precedenti, in Inghilterra ed in qualsiasi altro paese, impostata su questi temi. ... ci hanno interrotto moltissime manifestazioni ... e siamo state violentemente cacciate e insultate. Spesso siamo state aggredite.
Il caso creò scalpore in tutta la nazione. Per la prima volta, in Gran Bretagna, le donne avevano usato la violenza per tentare di ottenere il voto.
Quando Christabel Pankhurst fuggì a Parigi per evitare l'arresto, nel 1912, lei venne messa a capo della sezione della WSPU a Londra, e si recò a lungo a Parigi, ogni settimana, per ricevere le disposizioni più recenti di Christabel.
La Kenney fu rinchiusa più volte in prigione nel corso dei nove anni seguenti. Nel 1913 venne condannata a diciotto mesi di carcere e, come altre suffragette, attuò lo sciopero della fame e della sete. Rilasciata ai sensi delle disposizioni della  legge del gatto e del topo, andò a nascondersi finché non fu catturata ancora una volta, e rimessa in carcere.

### Gli anni della guerra e il ritiro dalla politica

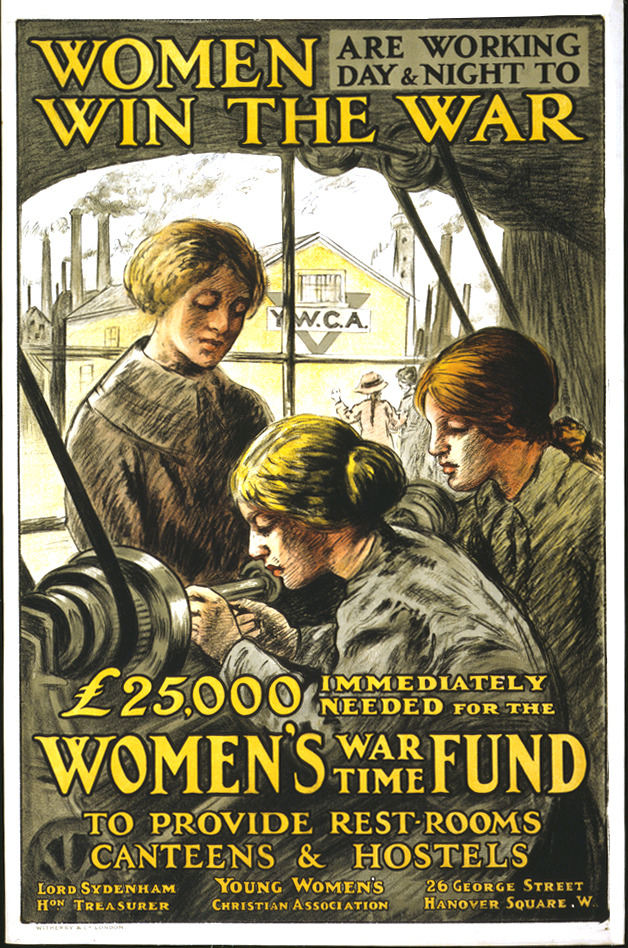
Poster di guerra - Le donne lavorano giorno e notte per vincere la guerra. Londra,1915.

Allo scoppio della guerra, nel 1914, Emmeline Pankhurst dichiarò che la lotta delle suffragette doveva interrompersi ed invitò le donne ad aiutare attivamente il paese in guerra sostituendo sui posti di lavoro gli uomini inviati al fronte. Le pagine di The Suffragette lanciarono, il 16 aprile 1915, uno slogan che diceva che era mille volte più importante il dovere delle suffragette militanti di combattere il Kaiser, per il bene della libertà, di quanto non fosse necessario combattere contro il governo per ottenere il voto. 
Aderendo a questa direttiva, durante l'autunno del 1915, la Kenney, accompagnata da Emmeline Pankhurst, Flora Drummond, Norah Dacre Fox (più tardi conosciuta come Norah Elam) e Grace Roe si recarono nel Galles del Sud, nelle Midlands e a Clydeside per conquistare il sostegno alla causa e per incoraggiare i sindacati a difendere il lavoro di guerra.
Alla fine della guerra, dopo che le donne ottennero il voto, nel 1918, fece alcuni viaggi all'estero, ed alla fine sposò e si stabilì a Letchworth, Herts.
Annie Kenney perse infine interesse per la politica e per il resto della sua vita dedicò le sue energie alla Teosofia. Morì nel 1953.